# Lijst van rijksmusea in Nederland
Dit is een lijst van rijksmusea in Nederland. Een rijksmuseum is in Nederland een museum dat als wettelijke taak een deel van de Rijkscollectie beheert. Deze taak is verspreid over 29 musea die gesubsidieerd worden vanuit de Erfgoedwet via de Regeling beheer Rijkscollectie en subsidiëring museale instellingen. De musea zijn verenigd in de Kring Rijksmusea binnen de Museumvereniging. Samen met andere musea van nationaal belang zijn ze verenigd in de Vereniging van Rijksgesubsidieerde Musea.

## Geschiedenis
Voorheen waren deze musea onderdeel van het Ministerie van Onderwijs, Cultuur en Wetenschappen. Met de Wet verzelfstandiging rijksmuseale diensten van 1993 werd het bestuur van de instellingen (16 musea, 5 verwante diensten) ondergebracht bij zelfstandige stichtingen. De musea zijn sindsdien  op basis van zogeheten beheersovereenkomst verantwoordelijk voor het beheer van de objecten uit de Rijkscollectie. De rijksmusea werden opgenomen in de zogenoemde Basis Infrastructuur (BIS). Ze ontvangen subsidie van de rijksoverheid via de Regeling beheer rijkscollectie en subsidiëring museale instellingen. Sinds 2021 vallen ze volledig onder de Erfgoedwet.

## Lijst
In de Wet verzelfstandiging rijksmuseale diensten van 1993 worden de volgende rijksmusea ter verzelfstandiging genoemd:
1. Rijksmuseum voor de geschiedenis van de natuurwetenschappen en van de geneeskunde "Boerhaave" te Leiden
2. Rijksmuseum Het Catharijneconvent. Museum voor de christelijke Cultuur in Nederland te Utrecht
3. Rijksdienst Kastelenbeheer te 's-Gravenhage, waarvan deel uitmaken: 
  1. Rijksmuseum Gevangenpoort te 's-Gravenhage
  2. Rijksmuseum Muiderslot te Muiden
  3. Slot Loevestein (vanuit de Rijksdienst Kastelenbeheer)
  4. Kasteel Radboud te Medemblik
  5. Ruïne van Brederode te Santpoort
  6. Ruïne van de Jacobaburcht te Oostvoorne
  7. Ruïne van Strijen te Oosterhout
  8. Ruïne van Teylingen te Voorhout;
4. Rijksmuseum Kröller-Müller te Otterloo
5. Koninklijk Kabinet van Schilderijen "Mauritshuis" te 's-Gravenhage
6. Rijksmuseum Huis van het boek te 's-Gravenhage
7. Rijksmuseum Hendrik Willem Mesdag te 's-Gravenhage
8. Nationaal Natuurhistorisch Museum te Leiden
9. Rijksmuseum van Oudheden te Leiden
10. Rijksmuseum Paleis Het Loo te Apeldoorn
11. Rijksmuseum het Koninklijk Penningkabinet te Leiden
12. Rijksmuseum te Amsterdam
13. Rijksmuseum Nederlands Scheepvaartmuseum te Amsterdam
14. Rijksmuseum Twenthe, museum voor kunst- en cultuurgeschiedenis te Enschede
15. Rijksmuseum Vincent van Gogh te Amsterdam
16. Wereldmuseum Leiden (Onderdeel van het Nationaal Museum van Wereldculturen sinds de fusie van het toenmalige Museum Volkenkunde met het Tropenmuseum en het Afrika Museum in 2012)
17. Rijksmuseum Het Zuiderzeemuseum te Enkhuizen

Het Nederlands Openluchtmuseum werd al eerder verzelfstandigd in 1991.
| Museum                                          | Plaats      | Opmerkingen                                                      | Foto                                        |
| ----------------------------------------------- | ----------- | ---------------------------------------------------------------- | ------------------------------------------- |
| Rijksmuseum Amsterdam                           | Amsterdam   | Meestal het Rijksmuseum genoemd                                  | Het Rijksmuseum aan de Stadhouderskade      |
| Van Gogh Museum                                 | Amsterdam   |                                                                  | Hoofdgebouw Van Gogh Museum                 |
| Het Scheepvaartmuseum                           | Amsterdam   |                                                                  | Het Scheepvaartmuseum                       |
| Nationaal Museum Paleis Het Loo                 | Apeldoorn   |                                                                  | Paleis Het Loo                              |
| Nederlands Openluchtmuseum                      | Arnhem      |                                                                  | Nederlands Openluchtmuseum                  |
| Koninklijk Kabinet van Schilderijen Mauritshuis | Den Haag    |                                                                  | Mauritshuis                                 |
| Museum Meermanno                                | Den Haag    |                                                                  | Museum Meermanno                            |
| Zuiderzeemuseum                                 | Enkhuizen   |                                                                  | Kalkovens uit Akersloot in het museum       |
| Rijksmuseum Twenthe                             | Enschede    |                                                                  | Rijksmuseum Twente                          |
| Het Koninklijk Penningkabinet                   | Leiden      | Opgegaan in het Geldmuseum te Utrecht                            | Pand van het kabinet                        |
| Wereldmuseum Leiden                             | Leiden      | Sinds 2014 onderdeel van het Nationaal Museum van Wereldculturen | Museum gezien vanaf de Steenstraat          |
| Rijksmuseum van Oudheden                        | Leiden      |                                                                  | Museumgebouw                                |
| Rijksmuseum Boerhaave                           | Leiden      |                                                                  | Gevel van het museum                        |
| Nationaal Natuurhistorisch Museum Naturalis     | Leiden      |                                                                  | Nationaal Natuurhistorisch Museum Naturalis |
| Muiderslot                                      | Muiden      |                                                                  | Muiderslot                                  |
| Kröller-Müller Museum                           | Otterlo     |                                                                  | Ingang naar het museum                      |
| Slot Loevestein                                 | Poederoijen | gem. Zaltbommel                                                  | Slot Loevestein                             |
| Museum Catharijneconvent                        | Utrecht     |                                                                  | Museum Catharijneconvent                    |
| Museum de Gevangenpoort                         | Den Haag    |                                                                  | De Gevangenpoort                            |